# Bragar
Bragar, schottisch-gälisch Bhragair, ist eine Ortschaft auf der schottischen Hebrideninsel Lewis and Harris.

## Lage
Die Ortschaft liegt im Nordwesten von Lewis an der A858. Jeweils rund 1,5 Kilometer östlich und westlich befinden sich mit Arnol beziehungsweise Shawbost die nächstgelegenen Ortschaften entlang der Straße. Nach Nordwesten geht Bragar annähernd fließend ins benachbarte Labost über. Die Inselhauptstadt Stornoway befindet sich etwa 19 Kilometer südöstlich. Entlang des Ostrands der Ortschaft verläuft der Arnol, der in den Loch Arnol mündet. Am Südrand befindet sich der kleine Loch Grinnavat, während der Loch an Dùna südwestlich gelegen ist.

## Geschichte
Im Loch an Dùna zeugen die Reste des im späteren 1. Jahrtausend errichteten Dun Bragar von der historischen Besiedlung der Region. Südwestlich des Brochs befindet sich außerdem ein versunkener Crannóg. Mit dem Crannóg im Loch Arnol befindet sich ein weiterer Crannóg in Loch Arnol. Einen Kilometer nordwestlich stehen die Reste des Teampull Eoin (St John’s Chapel) an der Atlantikküste. Die spätmittelalterliche Kapelle könnte aus dem 15. Jahrhundert stammen.
Bragar war eine Croftersiedlung. Vermutlich im frühen 19. Jahrhundert wurde die Mühle am Allt Na Muilne eingerichtet. Die heute denkmalgeschützte Wassermühle wurde bis 1945 betrieben. 1920 wurde aus den Kieferknochen eines angestrandeten Wals der Walknochenbogen aufgebaut, das einen Hinweis auf eine Beschäftigung einzelner Dorfbewohner im Walfang gibt.
1981 lebten in Bragar und Arnol kombiniert 402 Personen in Achmore.